# Delta del Rin

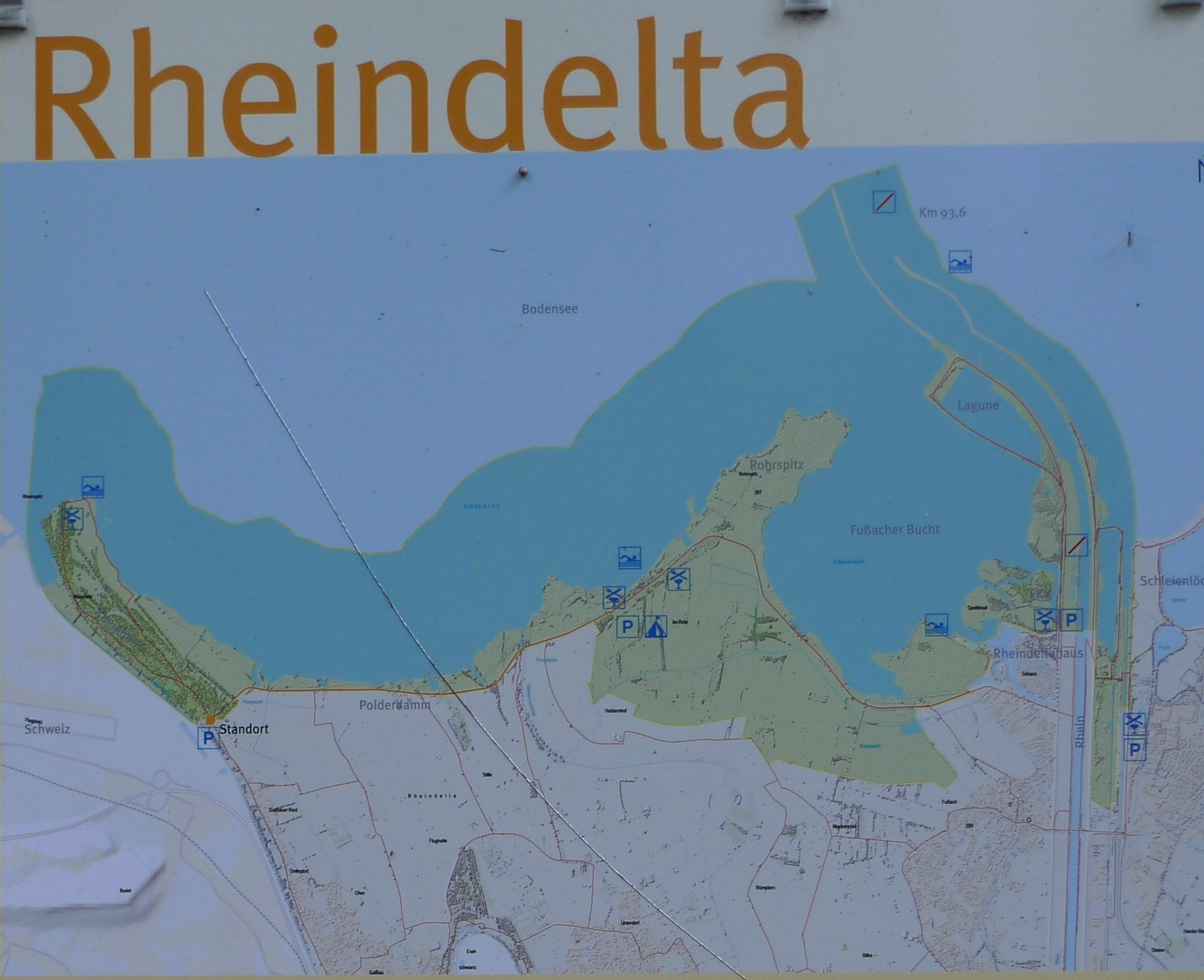
Mapa del delta de Rin

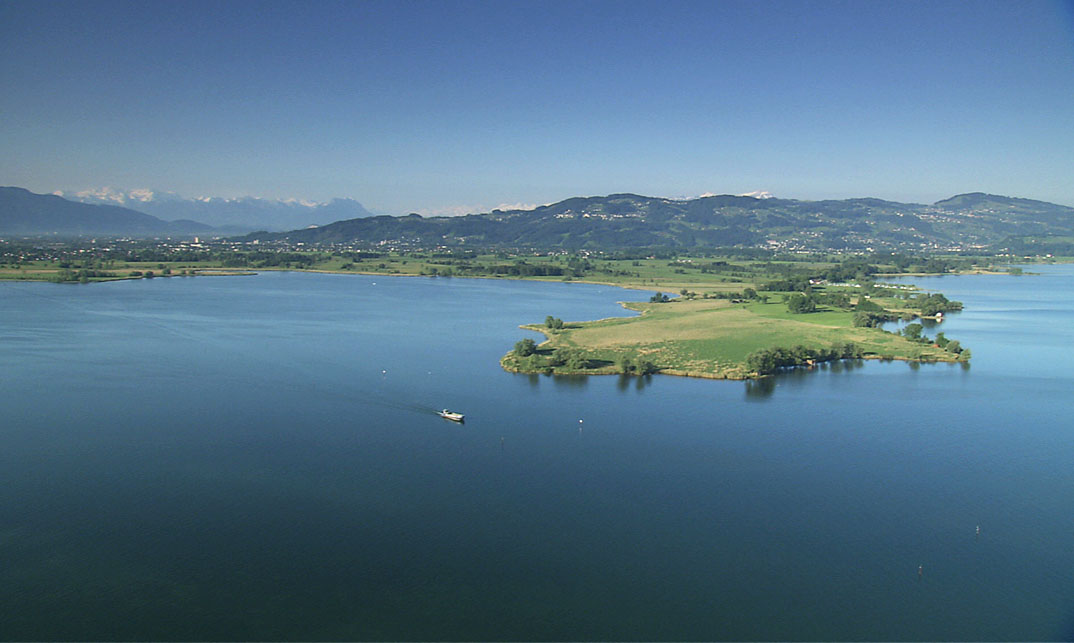
Rohrspitz - Delta del Rin

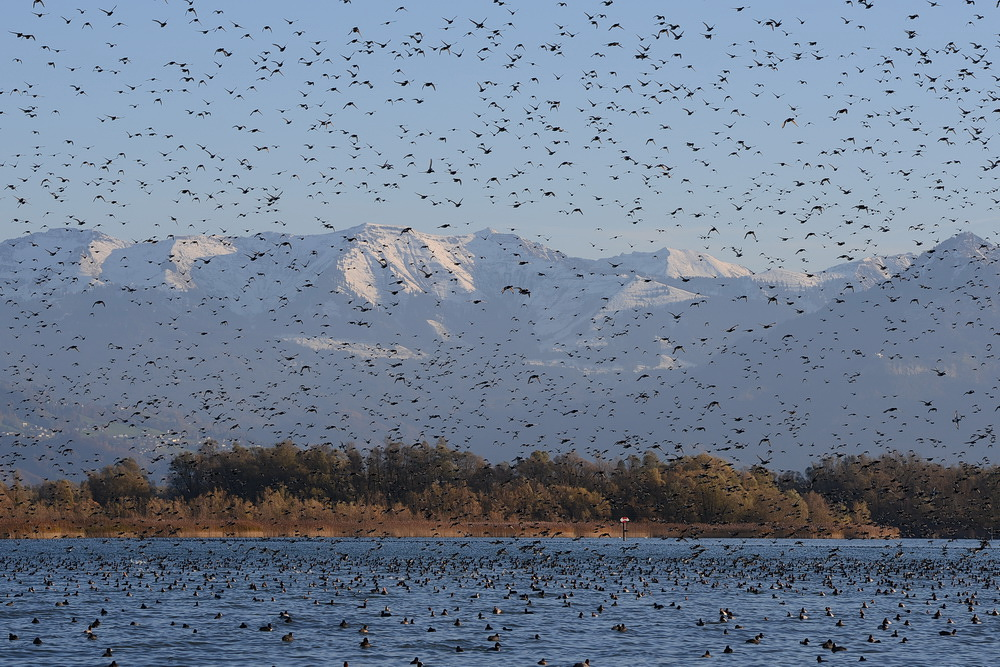
Aves en Fußach - Delta del Rin

El Delta del Rin (en alemán: Rheindelta) del lago de Constanza es el delta del río en la orilla sureste del lago de Constanza, que el Rin (también conocido como Alpenrhein) ha formado en una antigua área marina. La mayoría del delta está en Austria (en la provincia austríaca de Vorarlberg. Áreas más pequeñas están en el cantón suizo de St. Gallen. Las dos penínsulas en el lago se llaman Rheinspitz (al oeste) y Rohrspitz (al este).

## Historia
Los apasionados por la naturaleza ya se interesaban por el Delta del Rin en una época temprana. En el siglo XIX, la Wasserhade, una planta acuática rara, llevó a los botánicos al Lochseen, donde fue descubierta en 1847. El Padre Bruhin, uno de los primeros en elaborar una compilación de la flora de Vorarlberg, fue en busca de la Wasserhade en agosto de 1864. Pero no sólo la flora, sino también la fauna, especialmente la diversa avifauna, se conocía más allá de las fronteras de Vorarlberg desde muy temprano. 
El Delta del Rin fue la primera zona protegida en Vorarlberg. Sin embargo, el paisaje no se ha librado de sufrir transformaciones por parte de los humanos. Cuando se comparan las fotos históricas con la situación actual, el cambio en el paisaje se hace particularmente claro, por lo que se recogen fotos históricas del Delta del Rin.

## Reserva Natural
El Delta del Rin es el área más grande de protección de humedales en el lago de Constanza y se extiende desde la desembocadura del antiguo Rin a través de la desembocadura del nuevo Rin hasta el Dornbirner Ach en Hard. Alrededor de 2000 hectáreas de epipelágicas, juncales, praderas húmedas y bosques ribereños están protegidos.También es una importante área de cría y descanso para aves en toda Europa. Hasta el día de hoy se han observado 330 especies de aves . Tanto en Austria como en Suiza se designa una reserva natural y en Vorarlberg también forma parte de la red Natura 2000 (fauna-flora-hábitat y protección de aves), y una área de Ramsar.

### Flora
Aunque la superficie terrestre cubre sólo alrededor de un tercio de la gran reserva natural de más de 2.000 hectáreas, el Delta del Rin ofrece un hábitat para numerosas especies de plantas. Los bosques ribereños, las praderas naturales y las grandes áreas de juncos, cañaverales y praderas de litoral son los hábitats terrestres más valiosos desde el punto de vista ecológico. Las grandes zonas de aguas poco profundas y los sitios especiales como diques y sitios ruderales aumentan la diversidad de las especies.
Hasta ahora se han identificado unas 600 flores y helechos, y varias especies están amenazadas en toda Austria o incluso en Europa Central. 33 especies se consideran perdidas o extinguidas. Entre ellas figuran, por ejemplo, la Wasserhade (Aldrovanda vesiculosa), una planta acuática carnívora cuya rareza llevó en su día al Rey Fernando de Bulgaria varias veces al Delta del Rin. La disminución de las especies se debe principalmente al drenaje, la intensificación del uso y la construcción de vías fluviales. Por otra parte, la flora del Delta del Rin también incluye varias especies nuevas, principalmente provenientes de América y Asia, que colonizan mayormente sitios artificiales como los diques del Rin.

## Acuerdos internacionales
- Desde el 16 de diciembre de 1982, el delta del Rin está bajo la protección de la Convención de Ramsar para las áreas protegidas de humedales.[5]
- El delta del Rin es parte de la red Natura 2000.[6]